# Penikkajärvi, Lappland
Penikkajärvi är en sjö i Kiruna kommun i Lappland och ingår i Torneälvens huvudavrinningsområde. Sjön har en area på 1,12 kvadratkilometer och ligger 346,9 meter över havet. Penikkajärvi ligger i Torne och Kalix älvsystem Natura 2000-område. Sjön avvattnas av vattendraget Puolisjoki.

## Delavrinningsområde
Penikkajärvi ingår i det delavrinningsområde (750535-175480) som SMHI kallar för Utloppet av Penikkajärvi. Medelhöjden är 376 meter över havet och ytan är 12,21 kvadratkilometer. Det finns inga avrinningsområden uppströms utan avrinningsområdet är högsta punkten. Puolisjoki som avvattnar avrinningsområdet har biflödesordning 2, vilket innebär att vattnet flödar genom totalt 2 vattendrag innan det når havet efter 336 kilometer. Avrinningsområdet består mestadels av skog (82 procent). Avrinningsområdet har 1,28 kvadratkilometer vattenytor vilket ger det en sjöprocent på 10,5 procent.